# Joseph Anton Schneiderfranken

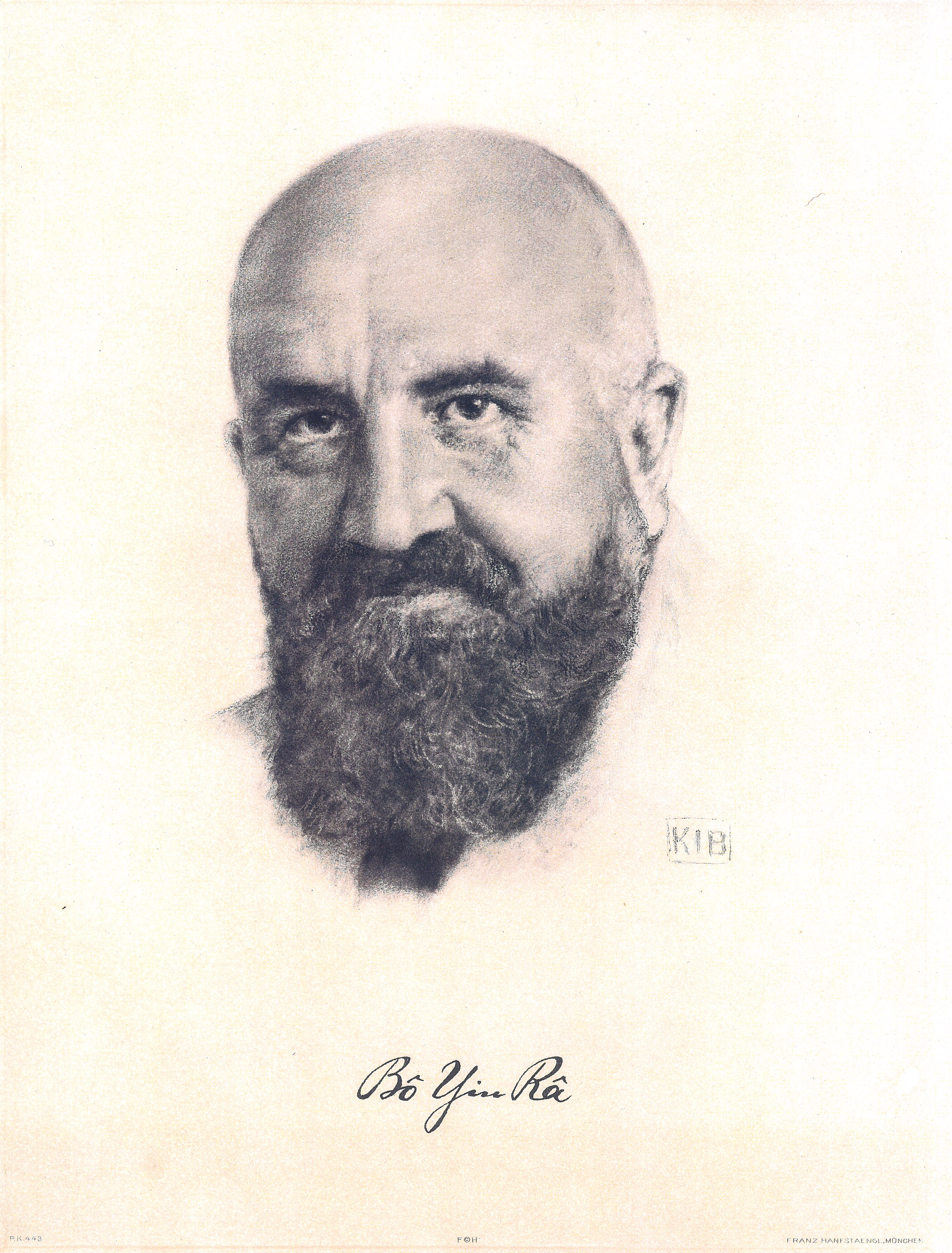
Joseph Anton Schneiderfranken oder Bô Yin Râ (1920), Kupferstich von Konrad Immanuel Böhringer

Joseph Anton Schneiderfranken oder Bô Yin Râ (* 25. November 1876 in Aschaffenburg; † 14. Februar 1943 in Massagno/Tessin) war ein deutscher Schriftsteller und Maler.

## Leben
Joseph A. Schneiderfranken, geboren als Joseph Anton Schneider, wuchs in Aschaffenburg und Frankfurt am Main auf. In seiner Jugend besuchte er verschiedene Malerakademien in Frankfurt, München, Paris und Wien.
Karl Wilhelm Diefenbach hatte um das Jahr 1897 eine Künstlerkommune am Himmelhof bei Wien gegründet, die an Lebensreform, Naturmystik, Vegetarismus und Pazifismus orientiert war. Dort versammelten sich junge Künstler, auch der junge Joseph Anton Schneiderfranken war Mitglied dieser Gemeinschaft.
Er wurde in der Frankfurter-Zeit auch unentgeltlich vom Maler Hans Thoma unterrichtet. Als junger Maler änderte er seinen bürgerlichen Namen in „Schneider-Franken“. 1903 heiratete er seine erste Frau Irma Schönfeld, die 1915 an den Folgen eines Diabetes mellitus starb. Von seinen verschiedenen Reisen innerhalb Europas sind viele Gemälde und Schriften bekannt, wobei diejenigen aus Griechenland, wo er sich von 1912 bis 1913 aufhielt, besonders hervorstechen. Seine Bilder verarbeiten sowohl landschaftliche Motive wie auch spirituelle Inhalte. Nach Ende des Ersten Weltkrieges, in dem er ab 1916 Kriegsdienst leisten musste (ohne Waffe als Dolmetscher für griechische Gefangene), heiratete er seine zweite Frau Helene Hoffmann in Görlitz und gründete 1921 den Jakob-Böhme-Bund. 1919 kam die Tochter Devadatti zur Welt. 1923 zog er mit seiner Familie in die Schweiz.
Joseph A. Schneiderfranken schrieb seit 1913 Bücher, in denen es um geistig-individuelle Erweckung geht. Seine Schriften erschienen unter dem Namen Bô Yin Râ größtenteils im Kober Verlag, der bis 2013 die Rechte an seinem Werk hielt. Alfred Kober-Staehelin, damaliger Verleger und Bewunderer Bô Yin Râs, beschrieb die Wirkung der Bücher als „praktische Kraft“ zur Erlangung von Gewissheit und Lebensfreude. Eine Anzeige des Verlages von 1932 in der Weltbühne lautete: „Wenn Sie die wirklichen Ursachen heutiger Weltwirrnis erkennen wollen, lesen Sie Das Gespenst der Freiheit von Bô Yin Râ. An diesem Buche könnte die ganze Menschheit gesunden.“ (Weltbühne 28. Februar 1932, S. 521). Das 32-bändige Hauptwerk Bô Yin Râs, das er selbst als „Geistiges Lehrwerk“ bezeichnete, trägt den Titel Hortus Conclusus. Seine Schriften wurden in der Zeit des Nationalsozialismus als staatsgefährdend eingestuft. Nach Angaben Schneiderfrankens geht die nicht-freimaurerische „Ermächtigte Bruderschaft der alten Riten“, kurz „Ebdar“ genannt, auf sein Wirken zurück. Er war jedoch weder Gründer noch Mitglied dieser Bruderschaft.

## Stiftung
Die Deutsche Bô Yin Râ-Stiftung wurde 1973 in Darmstadt gegründet, der heutige Sitz ist in Marburg. Die Schweizer Stiftung Bô Yin Râ mit Rechtsdomizil in Basel wurde 1974 unter dem Patronat von Schneiderfrankens Witwe Helene gegründet. Stiftungszweck ist die unverfälschte Erhaltung und Förderung des Gesamtwerks sowie die Erhaltung der Villa Gladiola in Massagno, dem Wohnsitz der Familie Schneiderfranken.

## Einfluss
Der weltweit bekannte spirituelle Lehrer Eckhart Tolle wurde maßgeblich durch fünf Bücher Schneiderfrankens beeinflusst, die er mit 15 Jahren geschenkt bekam.

## Werke

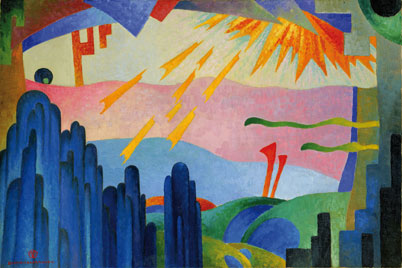
In principio erat verbum… (Gemälde Bô Yin Râs aus dem Welten-Zyklus)

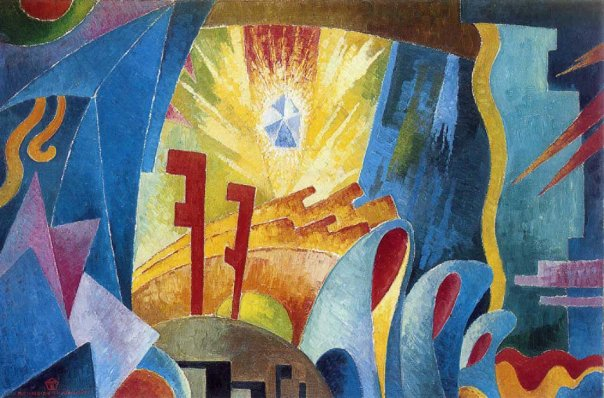
Bô Yin Râ: Te Deum Laudamus

### „Hortus Conclusus“
1. Das Buch der königlichen Kunst. Kober, 1932, ISBN 3-85767-007-X.
2. Das Buch vom lebendigen Gott. Verlag der Weißen Bücher, 1919; Kober, 1927, ISBN 3-85767-073-8.
3. Das Buch vom Jenseits. Verlag der Weißen Bücher, 1920; Kober, 1929, ISBN 3-85767-077-0.
4. Das Buch vom Menschen. Verlag der Weißen Bücherm 1920; Kober, 1928, ISBN 3-85767-013-4.
5. Das Buch vom Glück. Verlag der Weißen Bücherm 1920; Kober, 1996, ISBN 978-3-85767-068-8.
6. Der Weg zu Gott. Rhein-Verlagm 1924; Kober, 1958, ISBN 3-85767-061-4.
7. Das Buch der Liebe. Verlag der Weißen Bücher, 1922; Kober, 1931, ISBN 3-85767-008-8.
8. Das Buch des Trostes. 1924; Kober, 1948, ISBN 3-85767-009-6.
9. Das Buch der Gespräche. Verlag der Weißen Bücher, 1920; Kober, 1958, ISBN 3-85767-064-9.
10. Das Geheimnis. Verlag der Weißen Bücher, 1921; Kober, 1952, ISBN 3-85767-082-7.
11. Die Weisheit des Johannes. 1924; Kober, 1952, ISBN 3-85767-054-1.
12. Wegweiser. Kober, 1928; Kober, 1971, ISBN 3-85767-051-7.
13. Das Gespenst der Freiheit. Kober, 1930, ISBN 3-85767-023-1.
14. Der Weg meiner Schüler. Kober, 1932, ISBN 3-85767-050-9.
15. Das Mysterium von Golgatha. Magische Blätter, 1922; Richard Hummel, 1930; Kober, 1953, ISBN 3-85767-039-8.
16. Kultmagie und Mythos. Magische Blätter, 1924; Kober, 1961, ISBN 3-85767-029-0.
17. Der Sinn des Daseins. Kober, 1927, ISBN 3-85767-071-1.
18. Mehr Licht. Magische Blätter, 1921 (Digitalisat), Kober, 1936, 1968, ISBN 3-85767-036-3.
19. Das Hohe Ziel. Magische Blätter, 1925; Kober, 1961, ISBN 3-85767-025-8.
20. Auferstehung. Richard Hummel, 1926; Kober, 1959, ISBN 3-85767-074-6.
21. Welten, eine Folge kosmischer Gesichte. Rhein-Verlag, 1922; Kober, 1957, ISBN 3-85767-088-6.
22. Psalmen. Verlag der Weißen Bücher, 1924, ISBN 3-85767-091-6.
23. Die Ehe. Richard Hummel, 1925; Kober, 1950, ISBN 3-85767-100-9.
24. Das Gebet/So sollt ihr beten. 1926; Kober, 1955, ISBN 3-85767-078-9 / ISBN 3-85767-045-2.
25. Geist und Form. Greiner & Pfeiffer 1924; Kober, 1958, ISBN 3-85767-076-2.
26. Funken/Mantra-Praxis. 1922/1928; Kober, 1967, ISBN 3-85767-080-0.
27. Worte des Lebens. Greiner & Pfeiffer, 1923; Kober, 1959, ISBN 3-85767-075-4.
28. Über dem Alltag. Kober, 1934, ISBN 3-85767-067-3.
29. Ewige Wirklichkeit. Kober, 1934, ISBN 3-85767-090-8.
30. Leben im Licht. Kober, 1934, ISBN 3-85767-089-4.
31. Briefe an Einen und Viele. Kober, 1935, 1971, ISBN 3-85767-005-3.
32. Hortus Conclusus. Kober, 1936, 1979, ISBN 3-85767-026-6.

### Weitere Schriften
- Das Reich der Kunst. 1921, Kober, 1933, ISBN 3-85767-043-6.
- Okkulte Rätsel. Magische Blätter, 1923; Kober, 1962, ISBN 3-85767-092-4.
- Aus meiner Malerwerkstatt. Kober, 1932, ISBN 3-85767-001-0.
- In eigener Sache. Kober, 1935, 1990, ISBN 3-85767-027-4.
- Kodizill zu meinem geistigen Lehrwerk. Kober, 1937, 1969, ISBN 3-85767-028-2.
- Marginalien. Kober, 1938, ISBN 3-85767-035-5.
- Über die Gottlosigkeit. Kober, 1939, ISBN 3-85767-047-9.
- Geistige Relationen. Kober, 1939, 1967, ISBN 3-85767-019-3.
- Mancherlei. Kober, 1939, ISBN 3-85767-034-7.

### Flugschriften
- Warum ich meinen Namen führe. Kober, 1927, ISBN 3-85767-049-5.
- Über meine Schriften. Kober, 1929, ISBN 3-85767-048-7.

### Postum herausgegeben
- Bô Yin Râ – Griechenlandskizzen. Kober, 1976, ISBN 978-3-85767-060-2.
- Bô Yin Râ – Nachlese. Kober, 1990, ISBN 3-85767-101-7 (Band I), ISBN 3-85767-102-5 (Band II).
- Bô Yin Râ – Joseph Anton Schneiderfranken – Ornamenten. De Boekenvriend, Albergen (NL) 2005, ISBN 90-74263-09-7.

### Felix Weingartner
- Felix Weingartner (Verf.): Bô Yin Râ. Die Bilder und ornamentalen Blätter dieses Buches stammen von der Hand des Bô Yin Râ. Rhein-Verlag, Basel/Leipzig 1923.